# لووموپرولول
لووموپرولول (انگلیسی: Levomoprolol) یک آنتاگونیست بتا آدرنرژیک است. این ماده انانتیومر (S) موپرولول است.